# Pseudarchaster roseus
Pseudarchaster roseus is een kamster uit de familie Pseudarchasteridae.
De wetenschappelijke naam van de soort werd, als Mediaster roseus, in 1893 gepubliceerd door Alfred William Alcock.